# Potton
För andra betydelser, se Potton (olika betydelser).
Potton är en stad och civil parish i Central Bedfordshire i Bedfordshire i England. Orten har 4 870 invånare (2011). Byn nämndes i Domedagsboken (Domesday Book) år 1086, och kallades då Potone.